# Krzysztof Ulatowski
Krzysztof Ulatowski (ur. 25 lipca 1980 w Trzebnicy) – polski piłkarz, piłkarz Śląska Wrocław. Występował na pozycji środkowego pomocnika bądź napastnika.

## Historia
Karierę piłkarską rozpoczynał w Orkanie Ligota Piękna, a następnie trafił do szkolącego młodzież zespołu Parasola Wrocław. W sezonie 1999 r. został piłkarzem czwartoligowej Polonii Trzebnica, skąd po roku trafił do występującego w trzeciej lidze wrocławskiego Inkopaxu. Po dwuletnim pobycie w zespole braci Pałysów na wypożyczenie Ulatowskiego zdecydował się Marian Putyra, ówczesny trener Śląska Wrocław. Po sezonie 2002/03, zakończonym spadkiem Śląska do III ligi, Ulatowski wrócił do swojego macierzystego klubu, skąd został sprzedany do Zagłębia Lubin. Pobyt w Lubinie nie był zbyt udany dla młodego napastnika i po pół roku znów zagościł w składzie zespołu z Oporowskiej, którego piłkarzem był do jesieni 2010. Od rundy wiosennej sezonu 2010/2011 do końca sezonu 2011/2012 występował w MKS-ie Kluczbork. W czerwcu 2012 roku został piłkarzem Chrobrego Głogów, z którym w sezonie 2013/2014 awansował do I ligi.